# Gebel Tingar
Gebal Tingar est une petite montagne en Égypte, utilisée comme carrière de granodiorite dans l'Antiquité. Le site est situé sur la rive ouest du Nil, à l'ouest d'Éléphantine, près d'Assouan. On pense qu'il s'agit de la carrière de pierre qui a servi à créer la stèle dont provient la pierre de Rosette.
La carrière a probablement été exploitée depuis l'époque du Nouvel Empire jusqu'à la période romaine en Égypte, bien que les vestiges encore visibles aient probablement servi à la construction du monastère de Saint-Siméon situé à proximité.
Hans Goedicke a mené des fouilles archéologiques en Égypte, notamment des relevés épigraphiques à Assouan et Gebel Tingar.